# Tim Kano
Tim Kano es un actor neozelandés.

## Carrera
Entre el 2001 y el 2008 ha aparecido en películas importantes donde interpretó pequeños papeles como a un ciudadano gondoriano en [[El Señor de los An
illos: la Comunidad del Anillo|The Lord of the Rings: The Fellowship of the Ring]], a un orco en la película The Lord of the Rings: The Return of the King, a un residente de Nueva York en  King Kong y a un soldado en la película Avatar.
En el 2009 se unió al elenco de la web-serie Reservoir Hill donde dio vida a Matt Moorland. Papel que interpretó nuevamente en el 2010 durante Reservoir Hill: Everyone Lies.
En el 2016 apareció como invitado en la serie Winners & Losers donde dio vida a Jamie Walton.
A finales de agosto del mismo año se anunció que se había unido al elenco principal de la serie australiana Neighbours donde interpretará al oportunista Leo Tanaka, el hermano gemelo del doctor David Tanaka (Takaya Honda). Su primera aparición será el 21 de septiembre del mismo año. En junio del 2019 se anunció que Tim dejaría la serie ese mismo año.

## Filmografía[5]

### Series de televisión
| Año             | Título           | Personaje    | Notas                              |
| --------------- | ---------------- | ------------ | ---------------------------------- |
| 2016 - presente | Neighbours       | Leo Tanaka   | 520 episodios                      |
| 2016            | Winners & Losers | Jamie Walton | episodio "Ready Set Go"            |
| 2003            | Freaky           | Ryan         | episodio "Slide, Lab-Rats & Radio" |
| 2002            | Revelations      | Aldeano      | -                                  |
| 2000 - 2001     | The Tribe        | Clark / Red  | episodio # 3.19                    |
| 2000            | Atlantis High    | -            | -                                  |

### Películas
| Año  | Título                                            | Personaje     | Notas                                                                             |
| ---- | ------------------------------------------------- | ------------- | --------------------------------------------------------------------------------- |
| 2021 | Great White                                       | Joji Minase   |                                                                                   |
| 2015 | Holding the Man                                   | Ian           | junto a Anthony LaPaglia, Kerry Fox, Ryan Corr, Sarah Snook y Lee Cormie          |
| 2015 | Berlin Syndrome                                   | Jun           | -                                                                                 |
| 2010 | Reservoir Hill: Everyone Lies                     | Matt Moorland | junto a Beth Chote, Abby Damen y Michelle Ny                                      |
| 2009 | Reservoir Hill                                    | Matt Moorland | junto a Tai Berdinner-Blades, Dan Caddy, Beth Chote y Abby Damen                  |
| 2009 | Avatar                                            | Soldado       | junto Sam Worthington, Zoe Saldaña, Sigourney Weaver y Stephen Lang               |
| 2005 | King Kong                                         | Residente     | junto a Naomi Watts, Adrien Brody, Jack Black, Thomas Kretschmann y Andy Serkis   |
| 2004 | Without a Paddle                                  | Graduado      | -                                                                                 |
| 2003 | The Lord of the Rings: The Return of the King     | Orco          | junto a Elijah Wood, Viggo Mortensen, Ian McKellen, Andy Serkis y Orlando Bloom   |
| 2001 | The Lord of the Rings: The Fellowship of the Ring | Ciudadano     | junto a Viggo Mortensen, Elijah Wood, Christopher Lee, Hugo Weaving y Andy Serkis |